# Zéaglo
Zéaglo est une localité de l'ouest de la Côte d'Ivoire et appartenant au département de Bloléquin, Région du Moyen Cavally. La localité de Zéaglo est un chef-lieu de commune.